# Canton de La Villedieu-du-Clain
Le canton de Villedieu-du-Clain est un ancien canton français situé dans le département de la Vienne et la région Poitou-Charentes.

## Géographie
Ce canton était organisé autour de La Villedieu-du-Clain dans l'arrondissement de Poitiers. Son altitude varie de 72 m (Smarves) à 145 m (La Villedieu-du-Clain) pour une altitude moyenne de 130 m.

## Histoire
De 1833 à 1848, les cantons de La Villedieu et de Saint-Julien-l'Ars avaient le même conseiller général. Le nombre de conseillers généraux était limité à 30 par département.

## Représentation

### Conseillers généraux de 1833 à 2015
| Période | Période      | Identité                                             | Étiquette    | Qualité |
| ------- | ------------ | ---------------------------------------------------- | ------------ | --- |
| 1833    | 1843 (décès) | Thomas Brault                                        |              | Propriétaire à Saint-Julien-l'Ars |
| 1843    | 1848         | Pierre Babault de Chaumont (1784-1856)               |              | Juge au Tribunal de première instance de Poitiers |
| 1848    | 1855         | Félix Delphin Delaunay                               |              | Avocat, juge de paix à Poitiers, conseiller d'arrondissement |
| 1855    | 1884 (décès) | Eutrope Thoinnet de la Turmélière                    | Droite       | Propriétaire Maire de Savigny-l'Évescault |
| 1885    | 1889 (décès) | François Pain                                        | Bonapartiste | Notaire Député (1881-1889) |
| 1889    | 1898         | Alfred Richard                                       | Droite       | Maire de La Villedieu-du-Clain |
| 1898    | 1940         | Charles Richard (1863-1958, fils du précédent)       | Conservateur | Avocat, maire de La Villedieu-du-Clain Nommé conseiller départemental en 1943                                                                                    |
|         |              |                                                      |              | |
| 1945    | 1964         | Jacques-Louis Richard (1908-1978, fils du précédent) | SE-RGR       | Propriétaire, conseiller municipal de La Villedieu-du-Clain |
| 1964    | 1994         | Marcel Bernard                                       | RI puis DVD  | Maire de Smarves |
| 1994    | 2008         | Pierre Cartraud                                      | PS           | Maitre de conférences à l'Ecole supérieure d'ingénieurs de Poitiers Maire de La Villedieu-du-Clain (1977-1995) Suppléant du député Philippe Decaudin (1997-2002) |
| 2008    | 2015         | Gérard Rivaud (d)                                    | PS           | Maire de Nouaillé-Maupertuis (1995-2001) |

### Conseillers d'arrondissement (de 1833 à 1940)
| Période                                  | Période      | Identité                                  | Étiquette    | Qualité |
| ---------------------------------------- | ------------ | ----------------------------------------- | ------------ | --- |
| 1833                                     | 1848         | Félix Delphin Delaunay (1793-1856)        |              | Juge de paix à Poitiers                                                                                              |
|                                          |              |                                           |              | |
| 1889                                     | 1894 (décès) | Raoul de Maichin (1842-1894)              | Conservateur | Propriétaire du château de Vernon                                                                                    |
| 1895                                     | 1913         | Thibault de Maichin (1867-1936)           | Conservateur | Propriétaire à Vernon et à Paris                                                                                     |
|                                          |              |                                           |              | |
| av.1913                                  |              | Henry Machet de La Martinière (1877-1965) | Libéral      | Inspecteur général honoraire des haras, propriétaire à Paris, propriétaire du château des Roussières, maire de Gizay |
| 1940                                     |              |                                           |              | Les conseils d'arrondissement ont été suspendus par la loi du 12 octobre 1940 et n'ont jamais été réactivés          |
| Les données manquantes sont à compléter. |              |                                           |              | |

## Composition
Le canton de Villedieu-du-Clain regroupait 10 communes et comptait 14 912 habitants (recensement de 2012 populations municipales).
| Nom                               | Code Insee | Codepostal | Superficie (km2) | Population (dernière pop. légale) | Densité (hab./km2) |
| --------------------------------- | ---------- | ---------- | ---------------- | --------------------------------- | ------------------ |
| La Villedieu-du-Clain (chef-lieu) | 86290      | 86340      | 7,16             | 1 573 (2012)                      | 220                |
| Aslonnes                          | 86010      | 86340      | 23,00            | 1 041 (2012)                      | 45                 |
| Dienné                            | 86094      | 86410      | 16,56            | 536 (2012)                        | 32                 |
| Fleuré                            | 86099      | 86340      | 16,68            | 1 035 (2012)                      | 62                 |
| Gizay                             | 86105      | 86340      | 20,76            | 402 (2012)                        | 19                 |
| Nieuil-l'Espoir                   | 86178      | 86340      | 20,64            | 2 401 (2012)                      | 116                |
| Nouaillé-Maupertuis               | 86180      | 86340      | 22,13            | 2 754 (2012)                      | 124                |
| Roches-Prémarie-Andillé           | 86209      | 86340      | 22,37            | 1 894 (2012)                      | 85                 |
| Smarves                           | 86263      | 86240      | 20,09            | 2 618 (2012)                      | 130                |
| Vernon                            | 86284      | 86340      | 38,38            | 658 (2012)                        | 17                 |

## Démographie
| 1962  | 1968  | 1975  | 1982  | 1990   | 1999   | 2006   | 2011   | 2012   |
| ----- | ----- | ----- | ----- | ------ | ------ | ------ | ------ | ------ |
| 5 482 | 5 813 | 7 183 | 9 465 | 11 280 | 12 368 | 13 555 | 14 702 | 14 912 |

## Sources
1. ↑  « Collection complète des lois, décrets, ordonnances, réglements, et avis du Conseil d'Etat / J. B. Duvergier » , sur Gallica, 1833 (consulté le 30 août 2020).
2. ↑  « Gazette nationale ou le Moniteur universel 20 août 1844 », sur RetroNews - Le site de presse de la BnF, 20 août 1844 (consulté le 29 avril 2023).
3. ↑  « Ministère de la culture - Base Léonore », sur culture.gouv.fr (consulté le 29 avril 2023).
4. ↑  « Journal officiel de la République française. Lois et décrets » , sur Gallica, 20 mars 1889 (consulté le 30 août 2020).
5. ↑  « Journal officiel de la République française. Lois et décrets » , sur Gallica, 12 avril 1889 (consulté le 30 août 2020).
6. ↑  « Journal officiel de la République française. Lois et décrets » , sur Gallica, 17 avril 1943 (consulté le 30 août 2020).
7. ↑  Structure de la population du canton de 1968 à l'année de la dernière population légale connue
8. ↑  Fiches Insee - Populations légales du canton pour les années 2006, 2011, 2012